# 西新町 (豊田市)
西新町（にししんちょう）は、愛知県豊田市の町名。現行行政地名は西新町1丁目から9丁目。

## 地理
豊田市西部、挙母地区の西部に位置し、東は本新町、西は千足町、南は本地町、北は田町に接する。

### 河川
- 逢妻女川

## 世帯数と人口
2023年（令和5年）12月1日現在の世帯数と人口は以下の通りである。
| 町丁   | 世帯数 | 人口 |
| ------ | ------ | ---- |
| 西新町 | 3世帯  | 9人  |

## 学区
市立小・中学校に通う場合、学区は以下の通りとなる。
| 番・番地等 | 小学校               | 中学校             | 高等学校普通科 |
| ---------- | -------------------- | ------------------ | -------------- |
| 全域       | 豊田市立小清水小学校 | 豊田市立逢妻中学校 | 三河学区       |

## 歴史

### 沿革
- 1959年（昭和34年）5月1日 - 大字本地の一部より、西新町が成立[7]。

## 施設

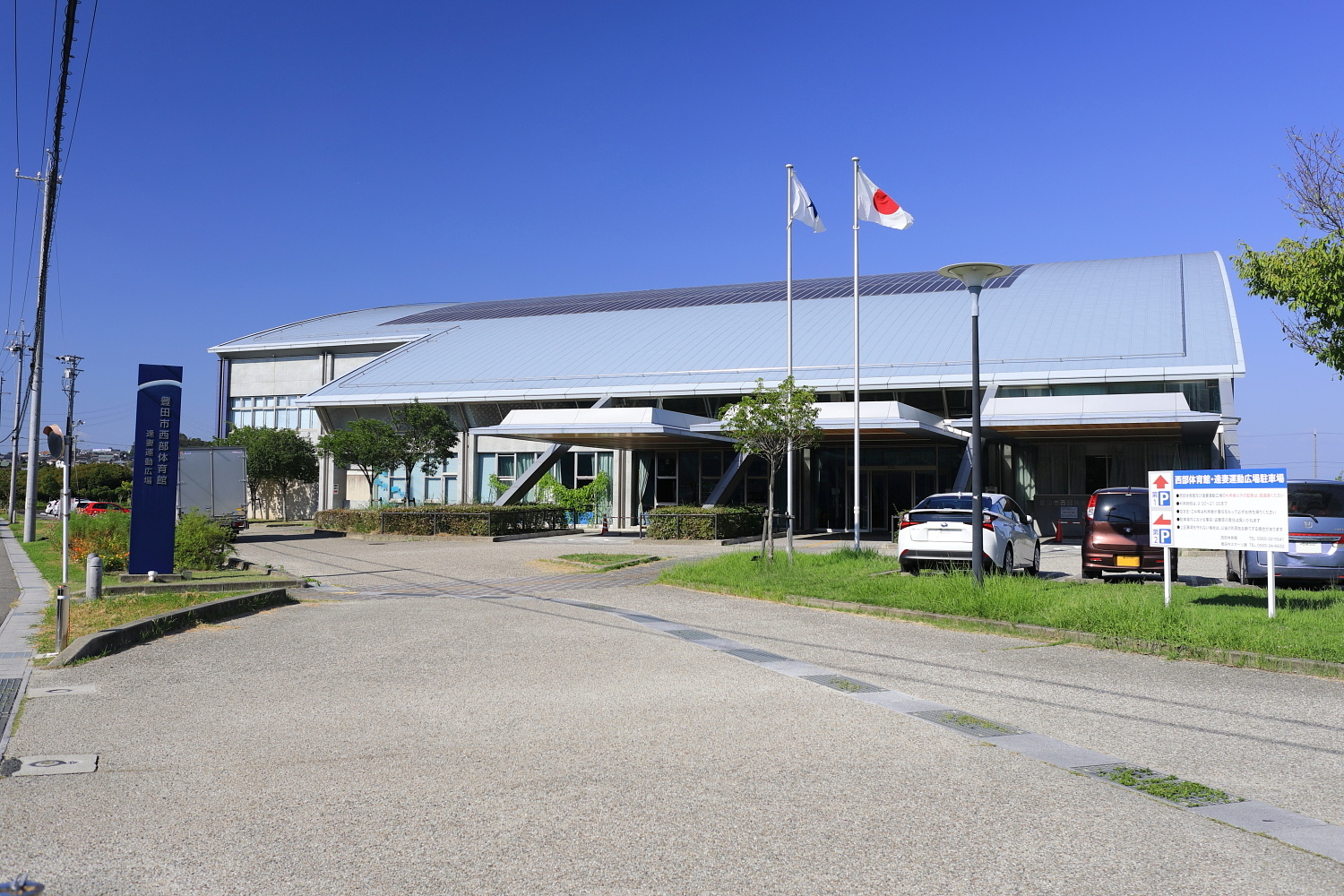
豊田市西部体育館
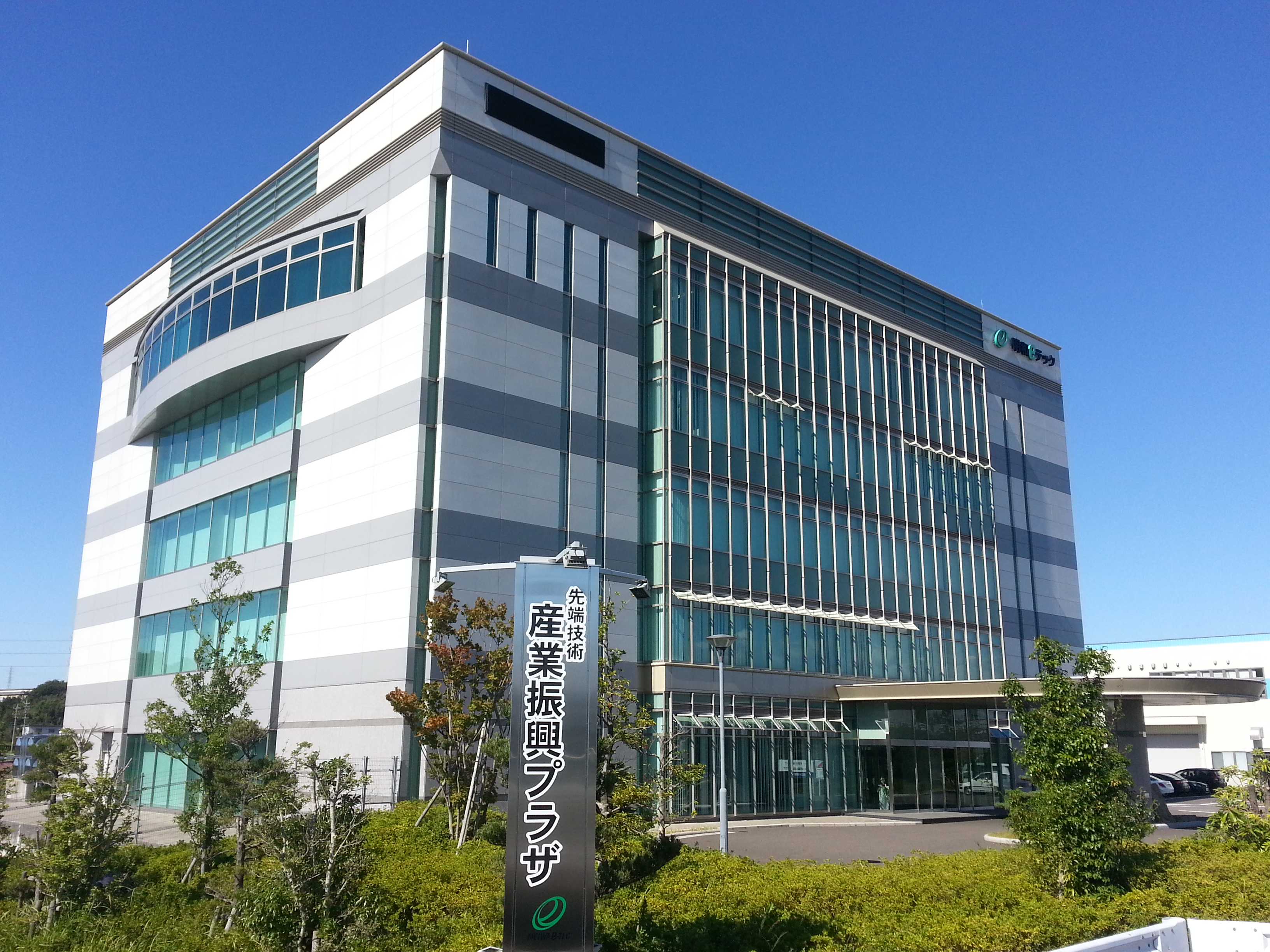
明和eテック本社

- 豊田市西部体育館
- 明和eテック本社

## 交通
- 国道153号（豊田西バイパス）
- 愛知県道218号和合豊田線

## その他

### 日本郵便
- 郵便番号 : 471-0047[3]（集配局：豊田郵便局[8]）。